# Ludvíkov
Ludvíkov (niem. Ludwigsthal) – gmina w Czechach, w powiecie Bruntál, w kraju morawsko-śląskim. Według danych z dnia 1 stycznia 2017 liczyła 300 mieszkańców.

## Turystyka
W miejscowości Ludvíkov są hotele: „Koliba”, „Peras” i „Singer” oraz liczne pensjonaty: „Grizzly”, „Jitřenka”, „Karin”, „Ludvíkov”, „Pepíno”, „Pony”, „Stonožka”, „U Jiřího”, „U Kosů”, „U Skřivánků” i „U Sovy”.
Z Ludvíkova nie prowadzą żadne szlaki turystyczne, poza jednym spacerowym wyznaczonym na granicy z miejscowością Vrbno pod Pradědem:
 Ludvíkov – przełęcz Sedlo pod Zámeckou horou – szczyt Zámecká hora – Ludvíkov.
Główną drogą nr 445 przebiega jedyny szlak rowerowy na trasie:
 (nr 553) Drakov – Vrbno pod Pradědem – Ludvíkov – Karlova Studánka – Hvězda – Malá Morávka – Dolní Moravice – góra Harrachovský kopec – Rýmařov.
Na zachodnim stoku góry Vysoká hora znajduje się trasa narciarstwa zjazdowego tzw. Grizzly: 
 długość około 500 m z wyciągiem narciarskim, określona jako łatwa,
oraz trasa narciarstwa biegowego:
 Ludvíkov – góra Zámecká hora – góra Plošina – góra Žárový vrch-SV – góra Žárový vrch – góra Lyra – góra Lyra-J – góra Skalnatý vrch – Karlova Studánka, Hubert.

## Galeria

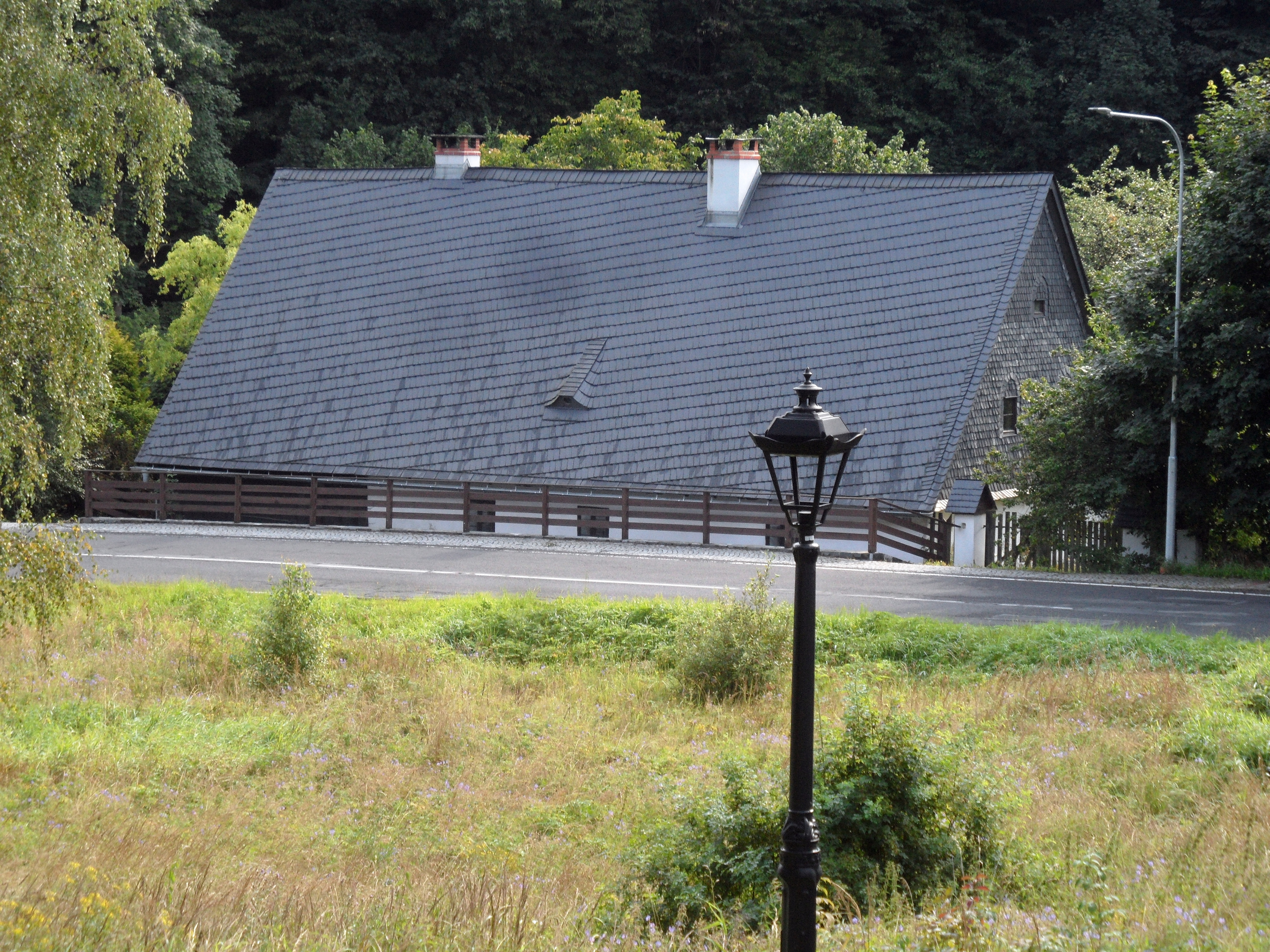
Budownictwo ludowe: dom nr 30
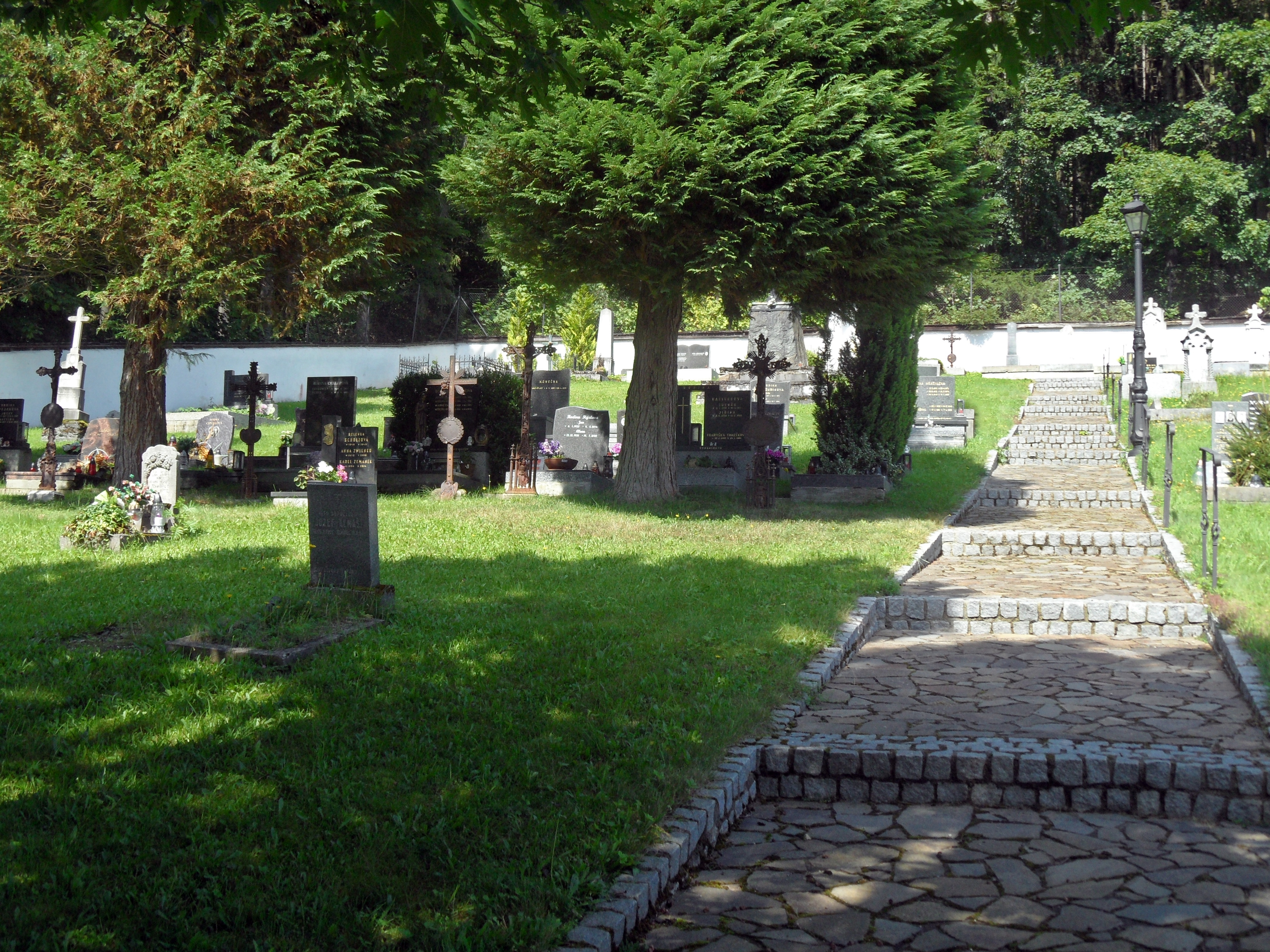
Cmentarz